# Classe Los Angeles
La classe Los Angeles è una classe di sottomarini d'attacco a propulsione nucleare (SSN) della United States Navy. Entrati in servizio nel 1976, oggigiorno rappresentano il grosso della forze d'attacco sottomarine della Marina degli Stati Uniti. Questi sottomarini vengono usualmente denominati con nomi di città, rompendo una lunga tradizione che vuole tutti i sottomarini della marina militare americana battezzati con nomi di creature marine. Questa classe è anche comunemente nota come classe 688, dal codice di classificazione del primo esemplare (SSN-688).
I sottomarini classe Los Angeles sono estremamente veloci: è stato dichiarato che sono in grado di superare la velocità di 25 nodi (46 km/h), e si pensa possano oltrepassare i 35 nodi (65 km/h) in condizioni ideali. Possono trasportare venticinque siluri.
Gli ultimi della serie (dal SSN 751 in poi), noti anche come "688i" (per improved), appartengono ad una nuova serie migliorata della classe Los Angeles: questi sono dotati di un nuovo rivestimento che li rende più silenziosi, incorporano sistemi di combattimento più avanzati, sono configurati per operazioni sotto-ghiaccio, posseggono timoni di profondità sulla prua invece che sulla torretta e montano un sistema per il rilascio di mine e tubi di lancio verticali (Vertical Launching System, VLS) appositamente studiati per il lancio di Tomahawk.
I sottomarini classe Los Angeles con sistemi di lancio non verticali sono in fase di sostituzione in favore dei sottomarini della nuova classe Virginia.

## Specifiche
- costruttore: GD Electric Boat e Newport News Shipbuilding
- carico: 6.927 tonnellate
- lunghezza: 360 ft (110 m)
- larghezza: 10 m
- pescaggio: 9,7 m
- armamento:
  - 4 x 21 in (533 mm) tubi di lancio frontali
  - sui SSN 719-725 e 750-773, 12 tubi di lancio verticali (VLS)
- propulsione: reattori S6G
- velocità: 25+ nodi (46 km/h) in immersione, alcune fonti indicano 35+ nodi (65 km/h)
- profondità: oltre 240 m
- equipaggio: 141 uomini

## Sottomarini
La classe è composta da un totale di 62 sottomarini, suddivisi in tre serie:
- 31 sottomarini della prima serie;
- 8 sottomarini della seconda serie;
- 23 sottomarini della terza serie.

Dopo la fine della Guerra Fredda, la Marina degli Stati Uniti decise di diminuire il numero dei suoi sottomarini nucleari. In seguito a questa decisione, tutti i battelli riconducibili alla prima serie vennero pian piano dismessi. Gli ultimi furono l'USS Bremerton, dismesso il 21 maggio 2021, l'USS Jacksonville, dismesso il 16 novembre 2021 e l'ultimo fu l'USS San Francisco, dismesso il 5 maggio 2022 dopo 41 anni e 21 giorni di servizio.
Ad oggi rimangono operativi 25 sottomarini della classe Los Angeles. Tutti gli altri sono stati demoliti, dismessi o messi in riserva. Due sommergibili, l'USS La Jolla (dal 2020) e l'USS San Francisco (dal 2021), vengono utilizzati come nave scuola ormeggiata dalla Nuclear Power School.

### Prima serie: 688

Profilo dell'USS Los Angeles, serie 688

| Badge | Nome                                 | Impostazione     | Varo              | Entrata in servizio | Base         | Stato          | Note                                   |
| ----- | ------------------------------------ | ---------------- | ----------------- | ------------------- | ------------ | -------------- | -------------------------------------- |
|       | USS Los Angeles (SSN-688)            | 8 gennaio 1972   | 6 aprile 1974     | 13 novembre 1976    | Pearl Harbor | Fuori servizio | Demolito nel 2012                      |
|       | USS Baton Rouge (SSN-689)            | 18 novembre 1972 | 26 aprile 1975    | 25 giugno 1977      | Norfolk      | Fuori servizio | Demolito nel 1997                      |
|       | USS Philadelphia (SSN-690)           | 12 agosto 1972   | 19 ottobre 1974   | 25 giugno 1977      | Groton       | Fuori servizio | In attesa di demolizione               |
|       | USS Memphis (SSN-691)                | 23 giugno 1973   | 3 aprile 1976     | 17 dicembre 1977    | Groton       | Fuori servizio | In attesa di demolizione               |
|       | USS Omaha (SSN-692)                  | 27 gennaio 1973  | 21 febbraio 1976  | 11 marzo 1978       | Groton       | Fuori servizio | Demolito nel 2012                      |
|       | USS Cincinnati (SSN-693)             | 6 aprile 1974    | 19 febbraio 1977  | 10 giugno 1978      | n/d          | Fuori servizio | Demolito nel 2014                      |
|       | USS Groton (SSN-694)                 | 3 agosto 1973    | 9 ottobre 1976    | 8 luglio 1978       | Groton       | Fuori servizio | Demolito nel 2014                      |
|       | USS Birmingham (SSN-695)             | 26 aprile 1975   | 29 ottobre 1977   | 16 dicembre 1978    | n/d          | Fuori servizio | Demolito nel 2015                      |
|       | USS New York City (SSN-696)          | 15 dicembre 1973 | 18 giugno 1977    | 3 marzo 1979        | Pearl Harbor | Fuori servizio | In attesa di demolizione               |
|       | USS Indianapolis (SSN-697)           | 19 ottobre 1974  | 30 luglio 1977    | 5 gennaio 1980      | Pearl Harbor | Fuori servizio | In attesa di demolizione               |
|       | USS Bremerton (SSN-698)              | 8 maggio 1976    | 22 luglio 1978    | 28 marzo 1981       | Pearl Harbor | Fuori servizio | Dismesso nel 2021                      |
|       | USS Jacksonville (SSN-699)           | 21 febbraio 1976 | 18 novembre 1978  | 16 maggio 1981      | Norfolk      | Fuori servizio | Dismesso nel 2021                      |
|       | USS Dallas (SSN-700)                 | 9 ottobre 1976   | 28 aprile 1979    | 18 luglio 1981      | Groton       | Fuori servizio | In attesa di demolizione               |
|       | USS La Jolla (SSN-701)               | 16 ottobre 1976  | 11 agosto 1979    | 24 ottobre 1981     | Goose Creek  | Fuori servizio | Nave scuola                            |
|       | USS Phoenix (SSN-702)                | 30 luglio 1977   | 8 dicembre 1979   | 19 dicembre 1981    | Norfolk      | Fuori servizio | Demolito nel 2007                      |
|       | USS Boston (SSN-703)                 | 11 agosto 1978   | 19 aprile 1980    | 30 gennaio 1982     | n/d          | Fuori servizio | Demolito nel 2002                      |
|       | USS Baltimore (SSN-704)              | 21 maggio 1979   | 13 dicembre 1980  | 24 luglio 1982      | n/d          | Fuori servizio | In attesa di demolizione               |
|       | USS City of Corpus Christi (SSN-705) | 4 settembre 1979 | 25 aprile 1981    | 8 gennaio 1983      | n/d          | Fuori servizio | In attesa di demolizione               |
|       | USS Albuquerque (SSN-706)            | 27 dicembre 1979 | 13 marzo 1982     | 21 maggio 1983      | Groton       | Fuori servizio | In attesa di demolizione               |
|       | USS Portsmouth (SSN-707)             | 8 maggio 1980    | 18 settembre 1982 | 1 ottobre 1983      | Groton       | Fuori servizio | In attesa di demolizione               |
| n/d   | USS Minneapolis–Saint Paul (SSN-708) | 20 gennaio 1981  | 19 marzo 1983     | 10 marzo 1984       | Pearl Harbor | Fuori servizio | In demolizione                         |
|       | USS Hyman G. Rickover (SSN-709)      | 24 luglio 1981   | 27 agosto 1983    | 21 luglio 1984      | Norfolk      | Fuori servizio | In attesa di demolizione               |
|       | USS Augusta (SSN-710)                | 1 aprile 1983    | 21 gennaio 1984   | 19 gennaio 1985     | Groton       | Fuori servizio | Demolito nel 2008                      |
|       | USS San Francisco (SSN-711)          | 26 maggio 1977   | 27 ottobre 1979   | 24 aprile 1981      | Norfolk      | Fuori servizio | Nave scuola                            |
|       | USS Atlanta (SSN-712)                | 17 agosto 1978   | 16 agosto 1980    | 6 marzo 1982        | n/d          | Fuori servizio | In attesa di demolizione               |
|       | USS Houston (SSN-713)                | 29 gennaio 1979  | 21 marzo 1981     | 25 settembre 1982   | Brementon    | Fuori servizio | In demolizione                         |
|       | USS Norfolk (SSN-714)                | 1 agosto 1979    | 31 ottobre 1981   | 21 maggio 1983      | Norfolk      | Fuori servizio | In attesa di demolizione               |
|       | USS Buffalo (SSN-715)                | 25 gennaio 1980  | 8 maggio 1982     | 5 novembre 1983     | Brementon    | Fuori servizio | In attesa di demolizione               |
|       | USS Salt Lake City (SSN-716)         | 26 agosto 1980   | 16 ottobre 1982   | 12 maggio 1984      | n/d          | Fuori servizio | Demolito nel 2019                      |
|       | USS Olympia (SSN-717)                | 31 marzo 1981    | 30 aprile 1983    | 17 novembre 1984    | Pearl Harbor | Fuori servizio | Dismesso nel 2021                      |
|       | USS Honolulu (SSN-718)               | 10 novembre 1981 | 24 settembre 1983 | 6 luglio 1985       | Brementon    | Fuori servizio | Demolito nel 2008 (tranne la sua prua) |

### Seconda serie: 688 VLS

Profilo dell'USS Providence, serie 688 VLS

| Badge | Nome                        | Impostazione      | Varo             | Entrata in servizio | Base      | Stato          | Note                             |
| ----- | --------------------------- | ----------------- | ---------------- | ------------------- | --------- | -------------- | -------------------------------- |
|       | USS Providence (SSN-719)    | 14 ottobre 1982   | 4 agosto 1984    | 27 luglio 1985      | Groton    | Fuori servizio | In attesa di demolizione         |
|       | USS Pittsburgh (SSN-720)    | 15 aprile 1983    | 8 dicembre 1984  | 23 novembre 1985    | Groton    | Fuori servizio | Dismesso nel 2020                |
|       | USS Chicago (SSN-721)       | 5 gennaio 1983    | 13 ottobre 1984  | 27 settembre 1986   | Kitsap    | Fuori servizio | Dismesso nel 2023                |
|       | USS Key West (SSN-722)      | 6 luglio 1983     | 20 luglio 1985   | 12 settembre 1987   | Kitsap    | In servizio    | Dismissione prevista per il 2023 |
|       | USS Oklahoma City (SSN-723) | 4 gennaio 1984    | 2 novembre 1985  | 9 luglio 1988       | Norfolk   | Fuori servizio | Dismesso nel 2022                |
|       | USS Louisville (SSN-724)    | 24 settembre 1984 | 14 dicembre 1985 | 8 novembre 1986     | Brementon | Fuori servizio | In attesa di demolizione         |
|       | USS Helena (SSN-725)        | 28 marzo 1985     | 28 giugno 1986   | 11 luglio 1987      | Norfolk   | In servizio    | Dismissione prevista per il 2025 |
|       | USS Newport News (SSN-750)  | 3 marzo 1984      | 15 marzo 1986    | 3 giugno 1989       | Groton    | In servizio    | Dismissione prevista per il 2026 |

### Terza serie: 688I

Profilo dell'USS Greeneville, serie 688I

| Badge | Nome                         | Impostazione      | Varo              | Entrata in servizio | Base         | Stato          | Note                             |
| ----- | ---------------------------- | ----------------- | ----------------- | ------------------- | ------------ | -------------- | -------------------------------- |
|       | USS San Juan (SSN-751)       | 9 agosto 1985     | 6 dicembre 1986   | 6 agosto 1988       | Groton       | In servizio    | Dismissione prevista per il 2024 |
|       | USS Pasadena (SSN-752)       | 20 dicembre 1985  | 12 settembre 1987 | 11 febbraio 1989    | Norfolk      | In servizio    | Dismissione prevista per il 2025 |
|       | USS Albany (SSN-753)         | 22 aprile 1985    | 13 giugno 1987    | 7 aprile 1990       | Norfolk      | In servizio    |                                  |
|       | USS Topeka (SSN-754)         | 13 maggio 1986    | 23 gennaio 1988   | 21 ottobre 1989     | Pearl Harbor | In servizio    | Dismissione prevista per il 2024 |
|       | USS Miami (SSN-755)          | 24 ottobre 1986   | 12 novembre 1988  | 30 giugno 1990      | Groton       | Fuori servizio | Dismesso nel 2014                |
|       | USS Scranton (SSN-756)       | 29 agosto 1986    | 3 luglio 1989     | 26 gennaio 1991     | San Diego    | In servizio    | Dismissione prevista per il 2026 |
|       | USS Alexandria (SSN-757)     | 19 giugno 1987    | 23 giugno 1990    | 29 giugno 1991      | San Diego    | In servizio    | Dismissione prevista per il 2026 |
|       | USS Asheville (SSN-758)      | 9 gennaio 1987    | 24 febbraio 1990  | 28 settembre 1991   | Guam         | In servizio    |                                  |
|       | USS Jefferson City (SSN-759) | 21 settembre 1987 | 17 agosto 1990    | 29 febbraio 1992    | Guam         | In servizio    |                                  |
|       | USS Annapolis (SSN-760)      | 15 giugno 1988    | 18 maggio 1991    | 11 aprile 1992      | San Diego    | In servizio    | Dismissione prevista per il 2027 |
|       | USS Springfield (SSN-761)    | 29 gennaio 1990   | 4 gennaio 1992    | 9 gennaio 1993      | Guam         | In servizio    |                                  |
|       | USS Columbus (SSN-762)       | 9 gennaio 1991    | 1 agosto 1992     | 24 luglio 1993      | Newport News | In servizio    |                                  |
| n/d   | USS Santa Fe (SSN-763)       | 9 luglio 1991     | 12 dicembre 1992  | 8 gennaio 1994      | San Diego    | In servizio    |                                  |
|       | USS Boise (SSN-764)          | 25 agosto 1988    | 23 marzo 1991     | 7 novembre 1992     | Norfolk      | In servizio    |                                  |
|       | USS Montpelier (SSN-765)     | 19 maggio 1989    | 23 agosto 1991    | 13 marzo 1993       | Groton       | In servizio    |                                  |
|       | USS Charlotte (SSN-766)      | 17 agosto 1990    | 3 ottobre 1992    | 16 settembre 1994   | Pearl Harbor | In servizio    |                                  |
|       | USS Hampton (SSN-767)        | 2 marzo 1990      | 3 aprile 1992     | 6 novembre 1993     | San Diego    | In servizio    |                                  |
|       | USS Hartford (SSN-768)       | 22 febbraio 1992  | 4 dicembre 1993   | 10 dicembre 1995    | Norfolk      | In servizio    |                                  |
|       | USS Toledo (SSN-769)         | 6 maggio 1991     | 28 agosto 1993    | 24 febbraio 1995    | Groton       | In servizio    |                                  |
|       | USS Tucson (SSN-770)         | 15 agosto 1991    | 20 marzo 1994     | 9 settembre 1995    | Pearl Harbor | In servizio    |                                  |
|       | USS Columbia (SSN-771)       | 21 aprile 1993    | 24 settembre 1994 | 9 ottobre 1995      | Pearl Harbor | In servizio    |                                  |
|       | USS Greeneville (SSN-772)    | 28 febbraio 1992  | 17 settembre 1994 | 16 febbraio 1996    | Pearl Harbor | In servizio    |                                  |
|       | USS Cheyenne (SSN-773)       | 6 luglio 1992     | 16 aprile 1995    | 13 settembre 1996   | Groton       | In servizio    |                                  |

## Filmografia
Nel film Caccia a Ottobre Rosso nell'inseguimento di un sottomarino sovietico classe Typhoon è impegnato un sottomarino classe Los Angeles, lo USS Dallas.